# Мешалин, Иван Васильевич
Ива́н Васи́льевич Меша́лин (19 октября [1 ноября] 1901; Нерехта, Костромская губерния, Российская империя — январь 1942; Ленинград, СССР) — советский историк, кандидат исторических наук. Специалист в области истории промышленности России в XVIII—XIX веках.

## Биография
И. В. Мешалин родился 19 октября 1901 года в Нерехте Костромской губернии в семье служащего. В детском возрасте он лишился родителей. Мать умерла в 1911, а отец в 1913 году. В декабре 1919 года И. В. Мешалин устроился работать статистиком в Костромское губернское статистическое бюро. Участвовал во Всероссийских демографических переписях по Костроме в 1920 и 1923 годах, в бюджетных обследованиях крестьянских хозяйств Костромской губернии и в сельскохозяйственных переписях 1927—1929 годов.
В 1920 году И. В. Мешалин окончил школу II ступени, после чего поступил на гуманитарный факультет новообразованного в то время Костромского государственного рабоче-крестьянского университета. После его закрытия в 1923 году он был переведён на последний курс 3-го Петроградского педагогического института им. А. И. Герцена, который окончил в 1925 году по социально-историческому отделению общественно-экономического факультета. Последующие два года работал в архивах Костромы и Нерехты. В мае 1926 года И. В. Мешалин защитил дипломную работу по теме «Экономическое описание Нерехтского уезда Костромской губернии», которая в 1927 году была опубликована в «Трудах Нерехтского отделения Костромского научного общества». По решению Квалификационной комиссии он был включён в список кандидатов в аспирантуру института и в декабре 1927 года, успешно выдержав экзамен, поступил в аспирантуру Педагогического института по кафедре краеведения и экономической географии. В 1929—1931 годах во время обучения в аспирантуре он также занимал должность ассистента по той же кафедре в Ленинградском институте гражданских инженеров (с 1930 — Ленинградский институт коммунального строительства).
В октябре 1931 года И. В. Мешалин окончил аспирантуру и поступил экономистом в Ленинградское отделение треста «Гидроэлектрострой», в котором работал до февраля 1933 года. В марте 1931 года И. В. Мешалин был приглашён в Историко-археографический институт АН СССР для подготовки сборника документов по истории крестьянской промышленности XVIII века. Вначале он работал в ИАИ по договору, а в феврале 1934 года был зачислен в него штатным научным сотрудником I разряда. После упразднения в 1936 году ИАИ и учреждения на его базе Ленинградского отделения Института истории АН СССР являлся его младшим научным сотрудником, а после — научным сотрудником. К весне 1941 года И. В. Мешалин подготовил диссертацию на соискание учёной степени кандидата исторических наук по теме «Текстильная промышленность крестьян Московской губернии в XVIII и первой половине XIX в.».
Во время Великой Отечественной войны в сентябре 1941 года И. В. Мешалин был уволен из института в связи с переходом ЛОИИ АН СССР «на сокращённые штаты военного времени». С осени того же года в осаждённом Ленинграде он работал в артели «Электротехприбор» паяльщиком и лакировщиком, а затем станочником на заводе № 77 НКБ, который во время войны выпускал фугасные, осколочные и бронебойные снаряды. 30 октября 1941 года И. В. Мешалин защитил кандидатскую диссертацию. Официальные оппоненты И. И. Смирнов и С. Н. Валк в своих отзывах дали высокую оценку его работе.
15 ноября 1941 года И. В. Мешалин был принят в Библиотеку Академии наук помощником библиотекаря в отдел хранения.
В начале января 1942 года И. В. Мешалин умер от голода в блокадном Ленинграде. По воспоминаниям К. Н. Сербиной он умер в помещении ЛОИИ, не имея «сил вернуться домой».

## Научные направление и вклад
Изначально И. В. Мешалин занимался исследованием истории и экономики города Нерехта, в котором он родился. Затем, работая в архивах Москвы, Ленинграда, Ростова и Костромы, занялся составлением экономико-географического описания Кужбальской волости, Кологривского уезда и Костромской губернии, а также писал статьи. В дальнейшем основной областью научных интересов И. В. Мешалина было изучение истории промышленности России в XVIII—XIX веках.
Работая в ЛОИИ АН СССР, И. В. Мешалин принимал участие в ряде коллективных работ Института, среди которых подготовка нескольких археографических сборников по истории России XVIII—XIX веков, составление Исторического словаря, карт для многотомного издания «Истории СССР», сбор материала и написании главы «Промышленность XVIII в.» для 1-го тома «Истории Ленинграда».

## Научное наследие
Диссертация И. В. Мешалина «Текстильная промышленность крестьян Московской губернии в XVIII и первой половине XIX века» в 1950 году была издана Институтом истории АН СССР в виде монографии в издательстве АН СССР.
Фонд И. В. Мешалина (№ 264) в Архиве СПбИИ РАН содержит копии различных документов по истории российских мануфактур и промышленности XVII—XIX веков, истории Нерехты XV—XVIII веков и библиографию. Там же хранятся и неопубликованные его работы, в числе которых монография «Промышленность Петербурга в 1725—1800 гг. (казённые предприятия, дворцовые предприятия, частные предприятия)» (1941) и статьи: «Петроградская промышленность в обороне города в 1919 г.», «Из истории хлопчатобумажной промышленности России в конце XVIII в.», «Значение крестьянства в развитии текстильной промышленности Московской губернии во второй половине XVIII в.», «Из истории промышленности Новгородско-Псковского края в XVIII в.», «Из истории усадьбы института им. Герцена на Мойке в XVII в.», «Биография нерехтского историка и этнографа Михаила Яковлевича Диева» (1929) и «Село Иваново и его район в первой половине XIX в.».

## Рецензии
- Рожкова М. Рецензия: Мешалин И. В. Текстильная промышленность крестьян Московской губернии в XVIII и первой половине XIX века. Институт истории. М; Л.: Издательство АН СССР. 1950. 257 с. // Вопросы истории. — М., 1950. — № 6. — С. 116—117.